# 泽州城墙
泽州城墙，位于中国山西省晋城市。泽州城墙于1958年拆除。

## 历史
明代洪武十四年（1381年），开始以砖建造城墙，周长为9里，城内面积约1.6平方公里。明、清时曾多次修葺。城设有东、西、南三门。1958年，城门楼拆除。